# Carex rufina
Carex rufina — вид багаторічних кореневищних трав'янистих рослин родини осокові (Cyperaceae).

## Опис
Стебла тупокуті 4–15 см, голі. Листя: базальні піхви червоно-коричневі; листові пластини шириною 1,5–2 мм. Проксимальний приквіток довший від суцвіття, завширшки 1–1,5 мм. Колоски прямостоячі, компактні; проксимальний 2–3 колоски маточкові, 1–1,5 см × 3 мм. Маточкові луски червоно-коричневі або чорні, коротші мішечків. Мішечки зелені (стають білими) з червоно-коричневими плямами на верхній половині, 2–2,2 × 1,2–1,5 мм; ніжка до 0,3 мм; дзьоб червоно-коричневий, 0,2 мм. 2n = 86.

## Поширення
Гренландія; Канада: Манітоба, Нунавут, Квебек; Європа: Ісландія, Данія, Норвегія, Швеція.
Населяє вологі піщані або щебенисті береги. Екосистема, в якій зростає вид чутлива до зміни клімату, а саме зростання локальних температур і втрати вологи у нормально вологих субстратах. Це призводить до фрагментації середовища проживання. Чисельність виду зменшується і в Норвегії цей вид знаходиться у близькому до загрозливого стані.